# Toelatingsexamen
Een toelatingsexamen is een examen waarbij de deelnemer na het voldoende afleggen wordt toegelaten tot bijvoorbeeld een opleiding of beroep of club.
In het Nederlands en Vlaams schoolsysteem worden toelatingsexamens onder meer toegepast op leerlingen die toegang willen tot een conservatorium of kunstacademie. Ook voor toelating tot een topsportschool geldt een streng toelatingsexamen.
Tot 1968 moest ook een toelatingsexamen voor de HBS worden afgelegd. 
In het Vlaamse hoger onderwijs zijn sommige opleidingen slechts toegankelijk na toelatingsexamen, zo bijvoorbeeld de Koninklijke Militaire School en de opleiding arts, tandarts en vanaf 2023 ook dierenarts. Ook alle hoger kunstonderwijs kan pas na een toelatingsexamen, daar meestal auditie genoemd.
Het tegenovergestelde is een eindexamen wat afsluitende examen is van een studierichting of opleiding.